# Municipio de Noble (condado de Noble, Ohio)
El municipio de Noble (en inglés: Noble Township) es un municipio ubicado en el condado de Noble en el estado estadounidense de Ohio. En el año 2010 tenía una población de 2118 habitantes y una densidad poblacional de 27 personas por km².

## Geografía
El municipio de Noble se encuentra ubicado en las coordenadas 39°47′47″N 81°33′26″O / 39.79639, -81.55722. Según la Oficina del Censo de los Estados Unidos, el municipio tiene una superficie total de 78.46 km², de la cual 77,24 km² corresponden a tierra firme y (1,55 %) 1,22 km² es agua.

## Demografía
Según el censo de 2010, había 2118 personas residiendo en el municipio de Noble. La densidad de población era de 27 hab./km². De los 2118 habitantes, el municipio de Noble estaba compuesto por el 98,3 % blancos, el 0,24 % eran afroamericanos, el 0,61 % eran amerindios, el 0,14 % eran de otras razas y el 0,71 % eran de una mezcla de razas. Del total de la población el 0,19 % eran hispanos o latinos de cualquier raza.